# 遮拉汀

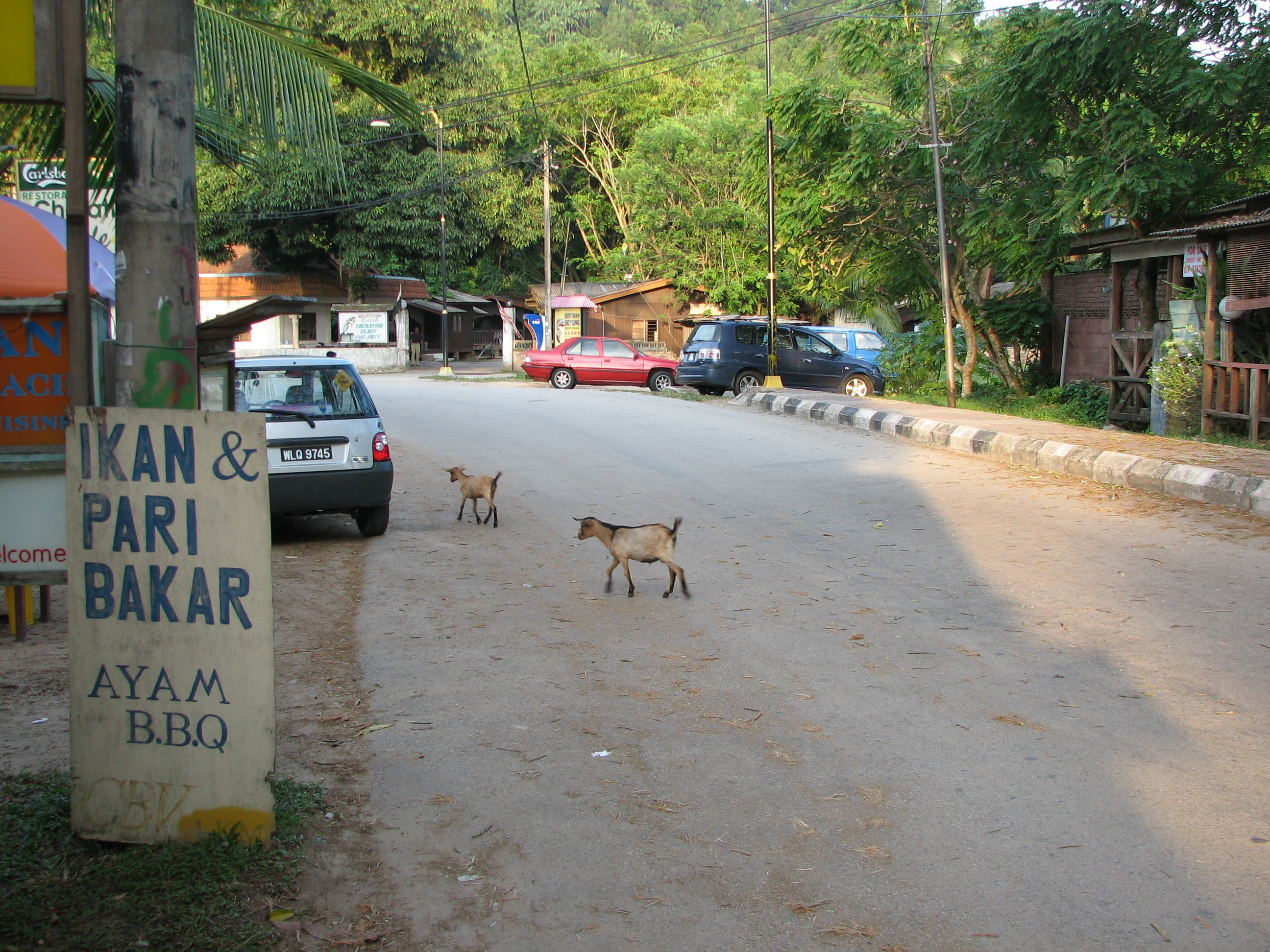
遮拉汀

遮拉汀，又称珍拉丁（英語：Cherating），是马来西亚彭亨州关丹县的一个海湾，位于西马靠东部位置，对出为南海。是马来西亚的一个度假胜地。

## 地理
遮拉汀位于西马，距离最近的城镇为甘马挽，两者距离为15公里。

## 特色
遮拉汀至少于2001年以前尚未被开发，但其海水之蔚蓝与无污染，却一早于美国或者一部分人知晓。由于其环境优美，配合上热带雨林的特色，令其成为不逊于马来西亚其他热门海滩如浮罗交怡以及热浪岛。